# Chondriovelum adeliense
Chondriovelum adeliense is een mosdiertjessoort uit de familie van de Onychocellidae. De wetenschappelijke naam van de soort is, als Labioporella adeliense, voor het eerst geldig gepubliceerd in 1928 door Livingstone.